# Ceratozamia alvarezii
Ceratozamia alvarezii är en kärlväxtart som beskrevs av Pérez-farrera, Vovides och Carlos G. Iglesias. Ceratozamia alvarezii ingår i släktet Ceratozamia och familjen Zamiaceae. IUCN kategoriserar arten globalt som starkt hotad. Inga underarter finns listade i Catalogue of Life.